# Platyrhacus clathratus
Platyrhacus clathratus är en mångfotingart som först beskrevs av Paul Gervais 1847.  Platyrhacus clathratus ingår i släktet Platyrhacus och familjen Platyrhacidae. Inga underarter finns listade i Catalogue of Life.